# Manchester Trophy 2006
Il Manchester Trophy 2006 è stato un torneo di tennis facente parte della categoria ATP Challenger Series nell'ambito dell'ATP Challenger Series 2006. Il torneo si è giocato a Manchester in Gran Bretagna dal 17 al 23 luglio 2006 su campi in erba.

## Vincitori

### Singolare
Harsh Mankad ha battuto in finale  Josh Goodall con il punteggio di 7–6(1), 7–6(4)

### Doppio
Josh Goodall /  Ross Hutchins hanno battuto in finale  Chris Guccione /  Thomas Oger con il punteggio di 3–6, 7–5, [10-5]